# Ковальов Сергій Олександрович
Сергій Олекса́ндрович Ковальо́в (нар. 2 квітня 1983, Копєйськ) — російський боксер-професіонал, що виступає в напівважкій ваговій категорії. Боксер 2014 року за версією WBO, журналу Ринг і журналу «Sports Illustrated». Чемпіон світу в напівважкій вазі за версією WBO (2013—2016, 2017—2018, 2019), за версією WBA Super (2014—2016), за версією IBF (2014—2016).

## Професіональна кар'єра

### Ковальов проти Клеверлі
17 серпня 2013 року Сергій Ковальов здобув перший титул чемпіона у своїй кар'єрі, перемігши британського чемпіона WBO Нейтана Клеверлі. Британець проводив добровільний захист, однак невдало. Вже в третьому раунді Ковальов двічі відправив Клеверлі в нокдаун, а в четвертому в нокаут. Характерним є те, що ініціатором цього бою була команда британця, отже можна припустити, що Клеверлі був впевнений у своїй перемозі. Після цього Ковальов ще три рази захистив титул чемпіона WBO, перемагавши Сіллаха, Агню і Капарелло.

### Ковальов проти Гопкінса
Раніше розглядався бій з чемпіоном за версією WBC Адонісом Стівенсоном. Але враховуючи перехід канадійця на канал HBO, організувати цей бій стало важче, оскільки Ковальов мав контракт з Showtime - конкуруючим телеканалом. Промоутери Ковальова вирішили організувати об'єднавчий бій з чемпіоном за версією WBA і IBF легендарним американцем Бернардом Гопкінсом. Про це було оголошено перед захистом титулу чемпіона WBO проти австралійця Блейка Капарелло. У разі перемоги, бій з Гопкінсом відбувся б у листопаді 2014.
Цей поєдинок викликав великий інтерес серед любителів боксу. Він відбувся 9 листопада 2014 року. Бій пройшов під повним домінуванням російського боксера. Вже в першому раунді американська легенда опинилася в нокдауні. А в наступних раундах Ковальов методично проводив бій, не даючи Гопкінсу захопити перевагу. В дванадцятому раунді боксери пішли в розмін ,і Ковальов був близький до того , щоб відправити американця в нокаут, але той встояв. Росіянин здобув перемогу одностайним рішенням суддів 120-107; 120-107; 120-106. Після цієї перемоги в руках Ковальова опинилося 3 з 4 найпрестижніших поясів в світі боксу: WBO, WBA(Super), IBF. Подібне досягнення мав український чемпіон у важкій вазі Володимир Кличко.

### Ковальов проти Паскаля
У грудні 2014 року було оголошено про бій між чемпіоном WBO, IBF і WBA (Super) у напівважкій вазі росіянином Сергієм Ковальовим та канадійцем гаїтянського походження Жаном Паскалем. Цей бій вважався відбірковим за версією WBC. Його переможець мав зустрітися з чемпіоном за цією версією Адонісом Стівенсоном. Двобій відбувся 14 березня  2015 року та завершився беззаперечною перемогою чемпіона. Уже у третьому раунді рефері відрахував Паскалю нокдаун. У подальших раундах Ковальов продовжив методично збільшувати свою перевагу. Усе завершилося у восьмому раунді, коли Паскаль пропустив декілька ударів справа та не міг більше захищатися, що змусило рефері зупинити бій.
Згодом було ухвалене рішення про проведення матчу-реваншу між боксерами. Жан Паскаль  вніс деякі зміни у свій тренерський штаб. Замість Роя Джонса до себе у команду він запросив одного з найкращих тренерів світу Фредді Роуча.
Матч-реванш відбувся 30 січня 2016 року. Вже у першому раунді Паскаль опинився у нокдауні, але рефері не став його відраховувати, подумавши, що боксер просто послизнувся. У подальших раундах Паскаль нічого не міг протиставити росіянину, програючи раунд за раундом. Після сьомого раунду команда Паскаля, на чолі з Роучем, ухвалила рішення поберегти боксера та відмовитися від продовження бою. Отже, реванш виявився невдалим.
Одразу після бою Ковальов дав інтерв'ю, у якому спеціально перекрутив фамілію чемпіона WBC Адоніса Стівенсона на "Чікенсон", а також імітував звуки курки, таким чином натякаючи на те, що він боїться з ним вийти на бій. Стівенсон сидів у рингсайді і тому зразу вискочив на ринг, що спричинило невелику метушню на рингу. Канадієць пообіцяв, що Ковальов відповість за свої слова.

### Ковальов проти Ворда
Андре Ворд підписав контракт з телеканалом HBO на три бої, серед яких один мав бути проти Сергія Ковальова. Про бій було оголошено у квітні 2016 року. що він транслюватиметься за системою PPV. Цей бій лише третій в історії, коли зустрічалися два непереможні боксери з першої п'ятірки рейтингу Pound for pound. Тому він розцінювався, як один з найважливіших у 2016 році. Букмекери віддавали невелику перевагу американському боксеру. Боксери домовилися провести по ще одному поєдинку перед їхнім боєм: Сергій Ковальов проти Айзека Чілемби, а Андре Ворд проти Александра Бранда. Вони перемогли у них, та почали готуватися до очної зустрічі.
Бій відбувся 19 листопада на арені Т-Мобайл у Лас-Вегасі. На кону стояли титули WBO, IBF та WBA (Super), що належали росіянину. Ковальов вже з першого раунду активно пресингував та завдавав більше ударів. У другому раунді йому вдалося відправити Ворда у нокдаун. Однак американець швидко відновився та вирівняв бій. Ковальов більше йшов у атаку, а Ворд у свою чергу діяв на контратаках, використовуючи джеб. Коли боксери зближалися, Андре починав клінчувати. Загалом, бій був дуже конкурентний та проходив без явної переваги одного з боксерів. Судді одноголосним рішенням віддали перемогу Андре Ворду - 114:113. Це рішення викликало суперечливі враження. Ковальов назвав його абсурдом та висловив своє бажання скористатися пунктом у контракті про реванш.
За цей бій Ковальов гарантовано отримав $2 млн, а Ворд - $5 млн. Окрім цього, платний перегляд бою придбали 160 тисяч глядачів, що дещо менше, ніж розраховували організатори.

### Ковальов проти Ворда II
Менеджер Ковальова Егіс Клімас оголосив про початок перемовин щодо організації матчу-реваншу між боксерами. Згідно правил Атлетичної комісії штату Невада, під цей бій на 17 червня 2017 року була зарезервована Т-Мобайл Арена, а трансляція здійснюватиметься на HBO PPV. 24 березня 2017 року Сергій Ковальов через соціальні мережі повідомив, що підписав свою частину угоди. Сам матч-реванш відбудеться на арені Mandalay Bay у Лас-Вегасі, штат Невада. 4 квітня Roc Nation Sports та Main Events підтвердили, що всі умови зустрічі були офіційно узгоджені. 10 квітня від промоутера Ковальова, Кеті Дуви, стало відомо, що переможець не зобов'язаний виходити на третій бій між боксерами, оскільки ніяких пунктів про ще один матч-реванш у контракті не прописано. До бою стало відомо, що Андре Ворд гарантовано отримає $6,5 млн, а заробіток Ковальова буде залежати від платних трансляцій та прибутковості бою.
Обидва боксери почали поєдинок в акуратній манері, обмінюючись поодинокими ударами. Ковальов намагався проводити свої атаки на дистанції, в той час як Ворд використовував клінч для свого захисту. У другому раунді суддя зробив усне попередження Ворду за удар нижче пояса. Починаючи з четвертого раунду американець захопив ініціативу та нав'язав свою манеру бою. Ковальов почав втомлюватися, але вдалі моменти продовжували бути в обох спортсменів. У восьмому раунді Ворд провів декілька ударів по корпусу, а потім потряс росіянина ударом правою у голову. Ковальов, будучи біля канатів, майже перестав відповідати на удари американця, який провів ще декілька ударів нижче пояса. Суддя Тоні Вікс зупинив бій, зафіксувавши перемогу нокаутом діючого чемпіона. На момент зупинки бою, на карточках двох суддів лідирував Андре Ворд 67-66, а в одного Сергій Ковальов 68-65. За статистикою CompuBox американець провів 80 точних попадань (34%), а росіянин 95 (23%).

### Ковальов проти Альвареса
2 листопада 2019 року у Лас-Вегасі відбувся бій Сергія Ковальова із зіркою світового боксу Саулем Альваресом, який, незважаючи на те, що заради цього бою піднявся на дві вагові категорії, був фаворитом протистояння. У поєдинку Ковальов показав непогану роботу джебом, але Сауль був кращим майже в кожному раунді. Ковальов програв бій нокаутом у 11 раунді і втратив титул чемпіона WBO. За цей бій Ковальов отримав рекордний для себе гонорар — 3 млн $, який щоправда набагато менший за гонорар Альвареса — 35 млн $.

### Допінгова справа
30 січня 2021 року в Москві в Лужниках мав відбутися бій Сергій Ковальов — Бектемір Мелікузієв (Узбекистан). Через погіршення ситуації з пандемією у Росії бій перенесли у Індіо, США.  Але 13 січня агентство VADA повідомило, що в допінг-тестах Ковальова виявили заборонену речовину. Другий аналіз підтвердив результат першого. Бій було скасовано.

### Перехід до першої важкої ваги
Більше ніж через 2 роки після поразки нокаутом від Канело Альвареса 14 травня 2022 року бився з непереможним Тервелом Пулевим (Болгарія) в межах першої важкої ваги і переміг його одностайним рішенням суддів з рахунком 98–92, 98–92 і 97–93, завдавши Пулеву першу професійну поразку.
18 травня 2024 року в Саудівській Аравії в рамках шоу Тайсон Ф'юрі — Олександр Усик зустрівся в бою з Робіном Сафаром (Швеція) і зазнав поразки одностайним рішенням.